# Brusturi (okręg Arad)
Brusturi – wieś w Rumunii, w okręgu Arad, w gminie Hălmagiu. W 2011 roku liczyła 387 mieszkańców. 